# Lucio Valerio Flaco (cónsul 131 a. C.)
Lucio Valerio Flaco  fue un político romano del siglo II a. C.

## Carrera pública
Fue escogido flamen Martialis y elegido cónsul en el año 131 a. C. con Publio Licinio Craso Dives Muciano, que era el pontífice máximo.
Quiso dirigir la guerra contra Eumenes III de Pérgamo, pero su colega, como pontífice, le impuso una multa por abandonar sus deberes sacerdotales. Los comicios, ante los que se había presentado la cuestión para su decisión, anularon la multa, pero fueron de la opinión que Flaco debía obediencia a Craso en el aspecto religioso.
Podría ser el mismo personaje que, siento cuestor Marco Emilio Escauro, quería poner una denuncia en su contra, aunque es incierto si Escauro era cuestor en la pretura o consulado de Flaco.